# 琴学尊闻
《琴學尊聞》，古琴譜，清同治三年，郭柏心輯。

## 琴譜介紹
清同治三年甲子王梅居刊本，不分卷,清郭柏心輯。編前有甲子年郭柏心序，序中論聲律及指法，附譜十三曲，凡十八譜。